# Keresd a nőt! (film, 1998)
A Keresd a nőt! (eredeti cím: There's Something About Mary) 1998-ban bemutatott amerikai romantikus vígjáték, melyet Bobby és Peter Farrelly rendezett.
A film főszereplője Cameron Diaz, akinek a kegyeiért négy férfi (Matt Dillon, Ben Stiller, Lee Evans és Chris Elliott) verseng.
Az Amerikai Egyesült Államokban 1998. július 15-én bemutatott film kiemelkedően magas bevételt ért el. A kritikusok is pozitívan fogadták, emellett több filmes díjat is megnyert.

## Cselekmény
1985-ben a középiskolás Ted Stroehmann meghívja az iskolai bálba szerelmét, Mary Jensent. Ted azonban bizarr balesetet szenved (egy cipzár becsípi a herezacskóját), ezért kórházba kerül és így meghiúsul a randevúja. Ezt követően Ted és Mary között megszakad a kapcsolat.
Tizenhárom évvel később a huszonkilenc éves Ted még mindig szerelmes Marybe. Legjobb barátja, Dom tanácsára Ted felfogad egy magánnyomozót, Pat Healyt, a nő felkutatásához. Healy kideríti, hogy a nő ortopéd sebészként dolgozik Miamiben. Pár napos megfigyelés után Healy beleszeret Marybe és Bostonba visszatérve hazudik Tednek: azt állítja, Mary túlsúlyos és négy gyermeke született három különböző apától. Healy otthagyva munkáját Miamibe siet, Mary meghódításának céljából. Hazugságokkal és egyéb alantas módszerekkel eléri, hogy pár hétig randevúzhat a nővel, de Mary barátja, Tucker (egy gerincsérülésben szenvedő, mankókat használó építész) leleplezi a szélhámost. A dühös Haily szintén felfedezi Tucker hátsó szándékait: Mary barátja ugyanis igazából egy Norm Phipps nevű, teljesen ép mozgású pizzafutár. A Marybe szerelmes Norm éveken át megjátszotta sérülését, ezzel próbálva közel kerülni Maryhez és egyúttal elijeszteni minden lehetséges vetélytársát.
Ted eközben úgy dönt, mégis felkeresi Maryt és Floridába utazik. Útközben felvesz egy stoppost, akiről kiderül, hogy sorozatgyilkos. A stoppos Ted autójában hagy egy holttestet, ezután Tedet letartóztatják és kihallgatják. Nemsokára előkerül a valódi gyilkos és Dom is leteszi az óvadékot Tedért. Miamibe érve Ted találkozik Maryvel és folytatják kapcsolatukat. Látszólag minden rendben megy, míg egy névtelen levél le nem leplezi korábbi együttműködését Pattel, ezután Mary szakít vele. Ted konfrontálódik Pattel és Normmal, míg Domról kiderül, valójában Mary egyik volt partnere és a levelet is ő írta. A férfi ellen bizarr cipőfétise miatt Mary annak idején távoltartási végzést kért. Mary találkozik az összes udvarlójával és Ted rádöbben: az egyetlen, aki nem akarta valamilyen formában manipulálni a lányt, egy Brett nevű férfi (aki nem más, mint Brett Favre NFL-játékos). Mary előzőleg Tucker/Norm áskálódása miatt szakított Brett-tel (Tucker megvádolta őt Mary értelmi fogyatékos testvérének, Warrennek a sértegetésével). Brettet és Maryt összehozva Ted könnyek közt magukra hagyja őket és távozik, de Mary utána siet és őt választja.
A film végén Mary és Ted megcsókolja egymást, mialatt az énekes/dalszerző Jonathan Richman (a film időnkénti éneklő narrátora) zenél a háttérben. Mary idősebb, excentrikus barátjának, Magdának a párja – aki szintén kiszemelte magának Maryt és ezért féltékenységből végezni akar Teddel – véletlenül Richmant lövi agyon.

## Szereposztás
| Szerep                                      | Színész          | Magyar hang         |
| ------------------------------------------- | ---------------- | ------------------- |
| Mary Jensen                                 | Cameron Diaz     | Kováts Adél         |
| Ted Stroehmann                              | Ben Stiller      | Kálloy Molnár Péter |
| Pat Healy                                   | Matt Dillon      | Józsa Imre          |
| Dom Woganowski                              | Chris Elliott    | Schnell Ádám        |
| Tucker/Norm Phipps                          | Lee Evans        | Anger Zsolt         |
| Magda                                       | Lin Shaye        | Tóth Judit          |
| Sully                                       | Jeffrey Tambor   | Konrád Antal        |
| Sheila Jensen, Mary anyja                   | Markie Post      | Andresz Kati        |
| Charlie, Mary nevelőapja                    | Keith David      | Bácskai János       |
| Warren Jensen, Mary értelmi sérült testvére | W. Earl Brown    | Kerekes József      |
| Brenda, Mary barátnője                      | Sarah Silverman  | Tátrai Zita         |
| Joanie                                      | Khandi Alexander | Zsolnai Júlia       |
| Dr. Zit Face/ Bob                           | Willie Garson    | Besenczi Árpád      |
| Autóstoppos                                 | Harland Williams | Breyer Zoltán       |
| Krevoy nyomozó                              | Richard Tyson    | Welker Gábor        |
| Stabler nyomozó                             | Rob Moran        | Varga Tamás         |
| Éneklő narrátor                             | Jonathan Richman |                     |
| Rendőr                                      | Steve Sweeney    | Kardos Gábor        |
| Tűzoltó                                     | Lenny Clarke     | Besenczi Árpád      |
| Pszichiáter                                 | Richard Jenkins  | Uri István          |
| (Önmaga)                                    | Brett Favre      |                     |

## Filmzene
1. "There's Something About Mary" (Jonathan Richman) – 1:47
2. "How to Survive a Broken Heart" (Ben Lee) – 2:47
3. "Every Day Should Be a Holiday" (The Dandy Warhols) – 4:02
4. "Everything Shines" (The Push Stars) – 2:27
5. "This Is the Day" (Ivy) – 3:33
6. "Is She Really Going Out with Him?" (Joe Jackson) – 3:36
7. "True Love Is Not Nice" (Jonathan Richman) – 2:13
8. "History Repeating" (The Propellerheads feat. Shirley Bassey) – 4:04
9. "If I Could Talk I'd Tell You" (The Lemonheads) – 2:51
10. "Mary's Prayer" (Danny Wilson) – 3:54
11. "Margo's Waltz" (Lloyd Cole) – 4:01
12. "Speed Queen" (Zuba) – 3:44
13. "Let Her Go Into the Darkness" (Jonathan Richman) – 1:19
14. "Build Me Up Buttercup" (The Foundations) – 2:59[3]

## Fordítás
- Ez a szócikk részben vagy egészben  a   There's Something About Mary című angol Wikipédia-szócikk fordításán alapul.  Az eredeti cikk szerkesztőit annak laptörténete sorolja fel. Ez a jelzés csupán a megfogalmazás eredetét és a szerzői jogokat jelzi, nem szolgál a cikkben szereplő információk forrásmegjelöléseként.